# Giải bóng đá vô địch các câu lạc bộ sông Mê Kông 2015
Giải vô địch Toyota các câu lạc bộ bóng đá khu vực sông Mekong 2015 (tiếng Anh: Toyota Mekong Club Championship 2015) là lần thứ 2 tổ chức của Giải bóng đá vô địch các câu lạc bộ sông Mê Kông với sự tài trợ của Toyota. Có 5 đại diện đến từ các quốc gia thuộc khu vực địa lý tiểu vùng sông Mê Kông gồm: Campuchia, Lào, Myanmar, Thái Lan và Việt Nam.
Mức tiền thưởng cho các đội bóng tham dự giải đấu sẽ là: đội vô địch nhận 75.000 USD, á quân nhận 50.000 USD, hạng ba nhận 30.000 USD, hai đội bị loại ở vòng  được nhận 10.000 USD. Cầu thủ xuất sắc nhất giải được nhận 3.000 USD.

## Các đội bóng tham gia
| Câu lạc bộ         | Liên đoàn quốc gia | Trình độ                                          | Tham gia          |
| Đá trận chung kết  | Đá trận chung kết  | Đá trận chung kết                                 | Đá trận chung kết |
| ------------------ | ------------------ | ------------------------------------------------- | ----------------- |
| Buriram United     | Thái Lan           | Đoạt Thai League Cup 2015                         | Lần đầu tiên      |
| Đá từ vòng bán kết |                    |                                                   |                   |
| Becamex Bình Dương | Việt Nam           | Vô địch V.League 1 2015                           | Lần thứ hai       |
| Đá từ vòng 1       |                    |                                                   |                   |
| Boeung Ket Angkor  | Campuchia          | Xếp thứ nhất Giải vô địch quốc gia Campuchia 2015 | Lần đầu tiên      |
| Lao Toyota         | Lào                | Vô địch Lao Premier League 2015                   | Lần đầu tiên      |
| Yangon United      | Myanmar            | Vô địch Giải vô địch quốc gia Myanmar 2015        | Lần đầu tiên      |

## Địa điểm
| Phnôm Pênh                    | Viêng Chăn                 | Yangon                | Băng Cốc              | Hà Nội                |
| ----------------------------- | -------------------------- | --------------------- | --------------------- | --------------------- |
| Sân vận động Olympic Quốc gia | Sân vận động Chao Anouvong | Sân vận động Thuwunna | Sân vận động Quốc gia | Sân vận động Hàng Đẫy |
| Sức chứa: 50.000              | Sức chứa: 15.000           | Sức chứa: 30.000      | Sức chứa: 19.793      | Sức chứa: 22.500      |
|                               |                            |                       |                       |                       |

## Vòng bảng
- Thời gian được liệt kê là giờ địa phương (UTC+7:00) and (UTC+6:30)

| Chú thích màu sắc trong bảng | Chú thích màu sắc trong bảng                            |
| ---------------------------- | ------------------------------------------------------- |
|                              | Đội chiến thắng vòng bảng đủ điều kiện cho vòng bán kết |

| VT | Đội               | ST | T | H | B | BT | BB | HS | Đ | Giành quyền tham dự |
| -- | ----------------- | -- | - | - | - | -- | -- | -- | - | ------------------- |
| 1  | Boeung Ket Angkor | 2  | 2 | 0 | 0 | 5  | 0  | +5 | 6 | Vòng bán kết        |
| 2  | Yangon United     | 2  | 1 | 0 | 1 | 5  | 5  | 0  | 3 |                     |
| 3  | Lao Toyota        | 2  | 0 | 0 | 2 | 2  | 7  | −5 | 0 |                     |

| Lào Toyota | 0–2      | Boeung Ket Angkor  |
| ---------- | -------- | ------------------ |
|            | Chi tiết | Vathanaka 43', 88' |

| Yangon United                                                     | 5–2      | Lao Toyota            |
| ----------------------------------------------------------------- | -------- | --------------------- |
| Adilson 14', 21' · David Htan 50' · K. K. Ko 62' · Y. A. Kyaw 68' | Chi tiết | Homma 47' · Pooda 90' |

| Boeung Ket Angkor           | 3–0      | Yangon United |
| --------------------------- | -------- | ------------- |
| Omogba 51', 87' · Ajayi 63' | Chi tiết |               |

## Vòng đấu loại trực tiếp

### Sơ đồ
|  | Vòng 1 | Vòng 1             | Vòng 1 |  |  | Chung kết | Chung kết         | Chung kết |  |  |
|  |        |                    |        |  |  |           |                   |           |  |  |
|  |        |                    |        |  |  |           |                   |           |  |  |
|  |        |                    |        |  |  |           | Buriram United    | 1         |  |  |
|  |        | Becamex Bình Dương | 2      |  |  |           | Boeung Ket Angkor | 0         |  |  |
|  |        | Boeung Ket Angkor  | 3      |  |  |           |                   |           |  |  |

### Vòng tranh hạng 3
| Becamex Bình Dương               | 2–3      | Boeung Ket Angkor               |
| -------------------------------- | -------- | ------------------------------- |
| Amougo 12' · Anh Đức 88' (ph.đ.) | Chi tiết | Vathanaka 40' (ph.đ.), 54', 80' |

### Chung kết
| Buriram United           | 1 - 0    | Boeung Ket Angkor |
| ------------------------ | -------- | ----------------- |
| Andrés Túñez 65' (ph.đ.) | Chi tiết |                   |

| Mekong Club Championship 2015 Buriram United Lần đầu tiên |

## Kết quả chung cuộc
- Vô địch: CLB Buriam United (Thái Lan) Cúp vô địch và giải thưởng tiền mặt giá trị 75.000 USD
- Hạng nhì: CLB Boeung Ket Angkor (Campuchia) Giải thưởng tiền mặt trị giá 50.000 USD
- Hạng ba: CLB Becamex Bình Dương (Việt Nam) Giải thưởng tiền mặt trị giá 30.000 USD
- Hạng tư và hạng năm: CLB Lao Toyota (Lào) và CLB Yangon United (Myanmar) Giải thưởng tiền mặt trị giá 10.000 USD
- Giải cầu thủ xuất sắc nhất: Chan Vathanaka của đội Boeng Ket Angkor đã nhận và phần thưởng trị giá 3.000 USD.[4]

## Danh sách cầu thủ ghi bàn
5 bàn
- Chan Vathanaka

2 bàn
- Adilson dos Santos
- Esoh Paul Omogba

1 bàn
- Frederic Pooda
- Kazuo Homma
- David Htan
- Kyaw Ko Ko
- Yan Aung Kyaw
- Samuel Ajayi
- Andrés Túñez
- Nsi Amougou
- Nguyễn Anh Đức